# Великий шторм (1703)
Великий шторм 1703 года (англ. Great Storm of 1703; нидерл. Stormvloed van 1703) — крупнейший в истории Англии шторм ураганной силы, возникший на западе Южной Англии между одиннадцатью и двенадцатью часами ночи 26 ноября 1703 года по старому стилю (7 декабря по новому стилю) и сопровождавшийся громом и молнией при ураганном ветре, дувшем от WSW (запад-юго-запад) до семи часов утра 8 декабря 1703 года.
На юго-западе Уэльса он достиг максимальной силы около 2 часов ночи с 7 на 8 декабря 1703 года, в Лондоне — четырьмя часами позже, а в Копенгагене — за час до полудня 8 декабря 1703 года.
Центр шторма находился в районе Северного моря к северу от Дании и перемещался в восточном направлении со скоростью 45 миль в час.

## Особенности и разрушительная сила Великого шторма
Сведения об обстоятельствах Великого шторма сохранились и достаточно хорошо известны (в отличие от сведений о многих других штормах эпохи раннего Нового времени) благодаря воспоминаниям современников этого урагана совершенно необычайной силы. Великий шторм наиболее подробно был описан Даниэлем Дефо в его книге «The Storm», вышедшей в 1704 году в Лондоне.
То, что сделал Дефо для написания этой книги, было весьма новой и изобретательной идеей. Дефо помещал объявления в газеты, где просил людей рассказать ему об их участии в событиях шторма, о том, что случилось с ними и местами, в которых они жили. Таким образом, он получал необходимую информацию от множества людей. Этого никогда не делалось прежде и было новшеством для журналистики.
Как свидетельствовал Даниель Дефо, Великий шторм был, возможно, самым большим штормом из всех, когда-либо возникавших в Англии.
Много тысяч деревьев было вырвано с корнем, тысячи зданий лежали в руинах или у них целиком были сорваны крыши. Улицы были заполнены раскрошившейся упавшей каменной кладкой и сброшенной с крыш черепицей. Церковные шпили были сброшены, более чем 400 ветряных мельниц было разрушено.

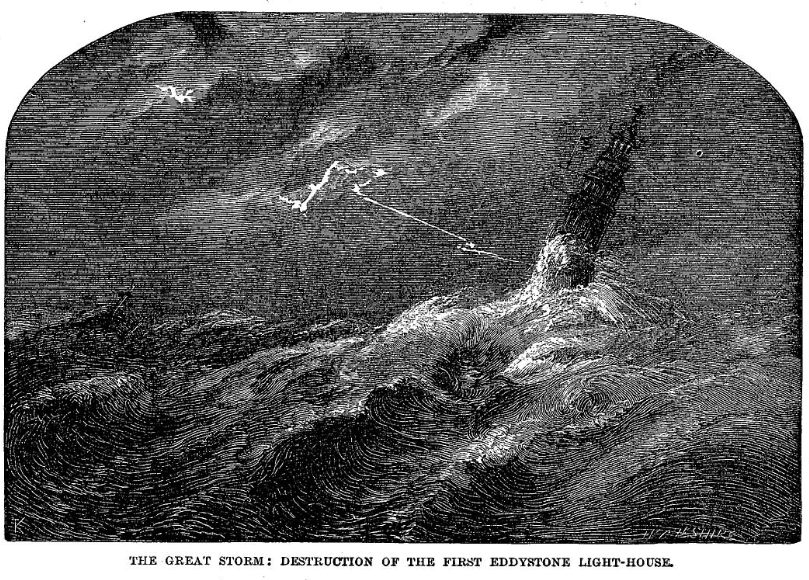
Разрушение Эддистонского маяка во время Великого шторма 1703-го года

Ряд бурь охватил Англию с 19 ноября по Старому стилю. Очень интенсивный градиент давления развивался на южном фланге шторма. Прямо на пути шторма, возникшего на западе Англии, оказался незадолго перед этим построенный Эддистонский маяк. Его создатель и строитель Генри Уинстэнли проживал там во время шторма. За несколько недель до Великого шторма он заявлял, что хотел бы увидеть, как его маяк выдержит шторм катастрофической силы. Маяк был уничтожен, с ним погибли шесть человек, включая самого архитектора.
Скорость ураганного ветра в Великий шторм, как считают, превышала 120 миль в час. Рядом с Мурфилдс (англ. Moorfields) целый ряд зданий был сровнен с землёй, и много Лондонских церквей, включая Сент Мэри Олдерней и Сент Майкл, потеряли шпили и колокольни. На следующий день Дефо лично видел 700 «наиболее сокрушенных» судов между Шедуеллом и Лаймхаузом (англ. Shadwell и Limehouse). Прибрежные города вроде Портсмута наиболее сильно пострадали от действия шторма. Большие массы воды поднялись до устья Северна, так что огромное наводнение охватило большую часть Бристоля, причём уровень воды повысился почти на 3 метра выше уровня обычных приливов.
Англия в то время вела Войну за испанское наследство, и три её флота были собраны в помощь королю Испании против французов. Эти корабли стояли на якоре наряду с торговыми судами. В водовороте, вызванном действием ветра ураганной силы, наводнением и бурлящими водами, ограниченными островом Уайт и материком, корабли флота были рассеяны и разбиты. При свете дня обнаружилась масса пострадавших судов в Те-Соленте и Спитхеде. В роковую ночь там было более 100 торговых судов и множество военных кораблей, стоявших на якоре. К рассвету многие были разбиты на части, и 1500 моряков утонуло или погибло во время шторма.
Были и те, кто получил прибыль от этого природного бедствия: плиточники, каменщики и стекольщики, заработки которых утроились. Примечательным является и тот факт, что в Лондоне во время Великого шторма сама королева Анна пряталась в убежище в подвале под дворцом Сент-Джеймс, после того как дымоходы и часть крыши дворца разрушилась.

## Количество жертв
Число жертв Великого шторма определяется числом от 8 000 до 15 000 человек, погибших по всему побережью Южной Англии, в Северном и Балтийском морях, главным образом, вследствие более чем сотни кораблекрушений.
Некоторые корабли Великий шторм донёс от Южной Англии до самого Гётеборга (Швеция), включая флагманский корабль Адмирала сэра Клаудсли Шовелла HMS Association. Шовелл находился тогда в Даунс с несколькими большими кораблями, которые все были в большой опасности. Адмиральский корабль спасся от крушения у Галлопера, лишь срубив мачты. HMS Revenge был сорван с якорей, дрейфовал в течение некоторого времени к побережью Голландии и с большой суматохой вошёл в Медуэй; HMS Russel (капитан Таунсенд) был вынужден также дрейфовать к Голландии; HMS Dorset (капитан Эдвард Уайтекер) после трёхкратного удара о камни Галлопер находился две недели в море, и затем благополучно пришел в Нор.
В числе причин того, почему практически весь английский флот в портах на юге Англии сорвало с якорей, называют плохое качество последних.
Число жертв урагана на суше в Англии составило 123 человека (в том числе 21 — в Лондоне), включая епископа Бата и Уэльса, убитого во сне обрушенным дымоходом. Более 200 человек в Англии и Уэльсе было ранено.
Число жертв урагана в континентальной Европе было также значительным. В Голландии оно доходило до 1000, во Франции — до 500 (главным образом, погибли в результате кораблекрушений). Ещё не менее 20 человек погибло на суше.

## Политические и экономические последствия Великого шторма
В Английском Парламенте также проходили обсуждения числа потерь военных кораблей.

## Военные корабли, погибшие в Великий шторм
Всего в Великий шторм зарегистрировано более 100 кораблекрушений.
Ниже приведены 13 кораблей английского Королевского флота, погибшие в Великий шторм:
- Restoration, 3 ранг, капитан Эмс, 387 человек погибли;
- Northumberland, 3 ранг;
- Stirling Castle, 3 ранг;
- Mary, 4 ранг;
- Mortar, бомбардирский корабль, 5 ранг;
- Eagle, посыльное судно, 6 ранг;
- Resolution, 3 ранг;
- Litchfield Prize, 5 ранг;
- Newcastle, 4 ранг;
- Vesuvius, брандер, 5 ранг;
- Reserve, 4 ранг;
- Vanguard, 4 ранг;
- York, 4 ранг.